# Irina Anatoljewna Rosowa
Irina Anatoljewna Rosowa (litauisch Irina Rozova; *  23. Januar 1958 in Klaipėda; † 19. Juli 2023) war eine litauische Journalistin und Politikerin russischer Herkunft.

## Leben
Nach dem Abitur von 1965 bis 1975 an der 11. Mittelschule Klaipėda absolvierte Rozowa 1981 das Diplomstudium der Journalistik an der Lomonossow-Universität in Moskau. Anschließend arbeitete sie in der Oblast Omsk und von 1984 bis 1990 in der Oblast Kaliningrad, Russland. Ab 1992 lebte sie in Klaipėda und ab 1996 arbeitete bei der Radiostation „Laluna“ und danach bei „Raduga“ als Moderatorin, später als Mitarbeiterin von Valdemaras Tomaševskis im Europaparlament. Von 2003 bis 2004 und von 2011 bis 2012 war sie Mitglied im Stadtrat von Klaipėda. Von 2004 bis 2008 und von 2012 bis 2020 war sie Mitglied im Seimas. Ab 2000 war Rozowa Mitglied der Rusų aljansas. Im Juli 2023 starb Rozowa im Alter von 65 Jahren.